# Уорнър Брос Студиос, Лийвсдън
Уорнър Брос Студиос, Лийвсдън (на английски: Warner Bros. Studios, Leavesden) е студиен комплекс от 80 хектара (200 акра) в Лийвсдън, Уотфорд, графство Хартфордшър, в Югоизточна Англия. По-рано известен като Лийвсдън Филм Студиос, Лийвсдън Студиос или просто Лийвсдън, това е филмов и медиен комплекс, собственост на Уорнър Брос. Всички студия са преустроени от фабрика за самолети и летище, наречено Летище Лийвсдън, център на Британско производство на самолети по време на Втората световна война. Най-близката жп гара е „Кингс Лангли“, която е на разстояние от 1,3 мили (2,1 км).
Уорнър Брос Студиос, Лийвсдън е едно от малкото места във Великобритания, където могат да се правят мащабни филмови продукции. Пространството на студиата е приблизително 50 000 m2, което включва сценично пространство, един от най-големите филтрирани и отопляеми водни резервоари в Европа, производствено офис пространство, работилници и помощни сгради, заедно с обширен 32 хектара (79 акра) заден двор, който предлага 180-градусов непрекъснат хоризонт. След обновяване на стойност над 110 милиона британски лири, финансирано от Уорнър Брос, студиата са едни от най-големите и най-съвременни филмови съоръжения в света.
Въпреки че студиата са собственост на Уорнър Брос, всички студийни съоръжения са достъпни за наемане на различни продукции. Откакто придобива комплекса, Уорнър Брос открива обществена изложба, наречена Обиколка на студиото на Уорнър Брос в Лондон – Създаването на Хари Потър, която приема над 6000 посетители на ден в пиковите часове.

## История

### Летище Лийвсдън
Летище Лийвсъдн е британско летище, открито през 1940 г. от авиокомпанията Де Хейвиланд Еъркафт Къмпани и Министерството на авиацията в Лийвсъдн, между Уатфорд и Лангли, в Хартфордшър.
Строежът започва през 1940 г. след избухването на Втората световна война. Компанията Де Хавиланд, която е базирана в близкия Хатфийлд, сключва договор с Министерството на авиацията за производството на бомбардировач Москито. Мястото за широкомащабните хангари, необходими за производството на огромния брой необходими самолети, не е налично на летището Хатфийлд на Де Хавиланд, затова Министерството на снабдяването реквизира този нов обект в Лийвсдън, който по това време е празен парцел земя от Уатфорд Корпорейшън, и е развит в комплекса, който е и днес. Строителството е изключително скъпо, така че части от обекта са отдадени под наем на Лондон Еъркрафт Прадакшън Груп и Втора група самолети. Под ръководството на Хендли Пейдж, друг базиран в Хартфордшър производител на самолети, сключил договор с Министерството на авиацията, тези групи произвеждат тежкия бомбардировач Handley Page Halifax. В резултат на това до края на войната Лийвсдън Еърфийлд е най-голямата фабрика в света по обем.
След войната летището е закупено изцяло от Де Хейвиланд. През 1959 г. е придобито от Ролс-Ройс, който продължи производството и дизайна на двигатели за хеликоптери. Под собствеността на Ролс-Ройс двигателят RTM322 за британските хеликоптери Апачи, Мерлин и NH90 е проектиран, разработен и произведен в Лийвсдън съвместно с френското предприятие Турбомека. В началото на 90-те британската производствена индустрия е в упадък и Ролс-Ройс продава обекта и прехвърля работата в своя завод в Бристол. Тъй като не успява да намери нов собственик, до 1994 г. летище Лийвсдън е почти изоставено.

### Лийвсдън Студиос
През 1994 г. филмът Златното око от поредицата Джеймс Бонд на Еон Прадакшънс е планиран да е следващият филм от поредицата. Пайнууд Студиос, тяхното традиционно студио, е напълно заето с други продукции, без да е подготвено за неочакваното завръщане на филмовата поредица (продукцията е забавена с няколко години заради правни проблеми между Метро-Голдуин-Майер и Еон Прадакшънс). Притисната от кратки срокове, за да намери място, в което да се изградят необходимият брой големи мащабни съоръжения, продукцията открива незаетия Лийвсдън. Широките, високи и отворени хангари за самолети са подходящи за превръщане във филмови сцени. Еон наема мястото за времето на снимките и превръща фабриката в снимачни площадки, работилници и офиси – накратко работещо филмово студио. Този процес е показан в специалните материали на DVD на филма от 2006 г. Членовете на продуцентския екип, впечатлени от огромния размер на филмовия комплекс, с който внезапно разполагат, наричат на шега Лийвсдън „Къбивуд“ на името на дългогодишния продуцент на Еон Албърт „Къби“ Броколи.
Лийвсдън Студиос, тъй като мястото е ребрандирано от собствениците си, бързо се превръща в популярно студио след завършването на снимките на Златното око. Поредица от големи игрални филми използват студиото; през 1997 г., първият от предисториите на Междузвездни войни, Невидима заплаха, и по-късно Слийпи Холоу на Тим Бъртън.

### Хари Потър
През 2000 г. Хейдей Филмс придобива използването на студиото от името на Уорнър Брос за филма Хари Потър и Философският камък. Всеки един от филмите за Хари Потър е сниман в Лийвсдън Студиос през следващите десет години.
Докато други продукции – най-вече на Уорнър Брос – използват частично студиата, мястото е заето предимно от постоянните декори на Хари Потър. Някои филми – като Суини Тод: Бръснарят демон от Флийт Стрийт и Шерлок Холмс – всъщност използват някои от декорите на Хари Потър, тъй като са достатъчно подходящи за тяхната викторианска обстановка и тон. През това време обаче е отбелязано, че е възможно съоръженията да бъдат подобрени. Нито една от сцените не е адекватно звукоизолирана и таваните от епохата на Втората световна война имат склонност пропускат вода при дъждовно време.
Един от по-забележимите външни комплекси, построени на задната площадка на Лийвсдън, е редица от десет къщи (по пет на страна) по протежение на улица, която е създадена за поредицата Хари Потър, за да представи Привит Драйв.
На 21 март 2010 г. избухва пожар на един от декорите на „Хогуортс“ по време на снимките на Хари Потър и Даровете на Смъртта: част 2 в Лийвсдън Студиос. Някои от съоръженията са силно повредени.
През 2010 г., когато последният филм за Хари Потър завършва, Уорнър Брос обявява намерението си да закупи студиото като постоянна европейска база, първото студио, което прави това след Метро-Голдуин-Майер през 40-те години на миналия век.

### Уорнър Брос
През ноември 2010 г. Уорнър Брос завършва закупуването на Лийвсдън Студиос и обявява плановете си да инвестира повече от 100 милиона британски лири в обекта, в който в продължение на десет години се заснемат филмите Хари Потър, ребрандирайки го в Уорнър Брос Студиос, Лийвсдън. С покупката Уорнър Брос се превръща в единственото холивудско филмово студио с постоянна база в Обединеното кралство.
Голяма част от преустройството включва превръщането на студиа от A до H в звукови и оборудване на всички съоръжения с най-новите аксесоари, които производството може да изисква. Обновените етапи са преобразуване на оригинални сгради, а пистата и контролната кула от дните на обекта като летище остават непокътнати, както и всички оригинални структури на сградите. След пълномащабното обновяване на производствените съоръжения студиото отваря врати за филмова и телевизионна работа през 2012 г.
Като част от това преустройство Уорнър Брос създава и две изцяло нови студиа, J и K, за да приюти постоянна публична изложба, наречена Обиколка на студиото на Уорнър Брос в Лондон – Създаването на Хари Потър, откривайки 300 нови работни места в района. В момента цялата атракция е посветена на създаването на Хари Потър и е дом на много от декорите, реквизита и костюмите на поредицата. Отворена е за обществеността в началото на 2012 г.
Първият филм, който е заснет в наскоро ремонтираните студиа, е На ръба на утрешния ден. Въпреки че студиата са частна собственост, те са достъпни за наемане за всяка продукция. На 30 юни 2014 г. започват снимките на филма Легендата за Тарзан.

### Кралско отриване
На 26 април 2013 г. – почти двадесет години след като комплексът е превърнат от летище във филмови студиа и повече от година след приключването на работата по наскоро обновения комплекс – обектът е официално открит от херцога и херцогинята на Кеймбридж, придружени от брата на херцога и Джоан Роулинг.

### Пожар през 2019 г.
На 10 юли 2019 г. в едно от студиата избухва пожар, който отнема 15 часа на пожарникарите, за да го потушат. Декор за телевизионния сериал на HBO Авеню 5 е повреден при пожара.

## Продукции
Филмите, заснети в студиото:

### 1990-те
- Златното око (1995)
- Мортал Комбат: Унищожение (1997)
- Идеалният съпруг (1999)[23]
- Онегин (1999)
- Слийпи Холоу (1999)
- Междузвездни войни: Епизод I - Невидима заплаха (1999)

### 2000-те
- Хари Потър и Философският камък (2001)
- Хари Потър и Стаята на тайните (2002)
- Хари Потър и Затворникът от Азкабан (2004)
- Хари Потър и Огненият бокал (2005)
- Хари Потър и Орденът на феникса (2007)
- Суини Тод: Бръснарят демон от Флийт Стрийт (2007)
- Черният рицар (2008)
- Хари Потър и Нечистокръвния принц (2009)
- Шерлок Холмс (2009)

### 2010s
- Хари Потър и Даровете на Смъртта: част 1 (2010)
- Генезис (2010)
- Хари Потър и Даровете на Смъртта: част 2 (2011)
- Шерлок Холмс: Игра на сенки (2011)
- Невидимата жена (2013)
- На ръба на утрешния ден (2014)
- Джак Райън: Теория на хаоса (2014)
- Падингтън (2014)
- 300: Възходът на една империя (2014)
- В сърцето на морето (2015)
- Пътят на Юпитер (2015)
- Kingsman: Тайните служби (2015)
- Мъжът от U.N.C.L.E. (2015)
- Мисията невъзможна: Престъпна нация (2015)
- Пан (2015)
- Фантастични животни и къде да ги намерим (2016)[24]
- Джейсън Борн (2016)
- Легендата за Тарзан (2016)
- Пришълецът: Завет (2017)
- Война за светлина (2017)
- Най-мрачният час (2017)
- Лигата на справедливостта (2017)[25]
- Крал Артур: Легенда за меча (2017)
- Kingsman: Златният кръг (2017)
- Мумията (2017)
- Падингтън 2 (2017)
- Жената чудо (2017)
- Бохемска рапсодия (2018)
- Фантастични животни: Престъпленията на Гринделвалд (2018)
- Унищожителят (2018)
- Мисията невъзможна: Разпад (2018)
- Маугли: Легенда за джунглата (2018)
- Овърлорд (2018)
- Играч първи, приготви се (2018)
- Tomb Raider: Първа мисия (2018)
- Котките (2019)
- Покемон: Детектив Пикачу (2019)
- Бързи и яростни: Хобс и Шоу (2019)
- Момчето, което можеше да бъде крал (2019)
- Мъже в черно: Глобална заплаха (2019)
- Спайдър-Мен: Далече от дома (2019)

### 2020-те
- Евровизия: Историята на Файър Сага (2020)
- Вещиците (2020)
- Жената чудо 1984 (2020)[26]
- Бързи и яростни 9 (2021)
- Том и Джери (2021)
- Венъм 2: Време е за Карнидж (2021)
- Последна нощ в Сохо (2021)
- 355 (2022)
- Батман (2022)[27][28]
- Фантастични животни: Тайните на Дъмбълдор (2022)
- Бързи и яростни 10 (2023)
- Светкавицата (2023)
- Мисията невъзможна: Пълна разплата – част първа (2023)
- Барби (2023)
- Мега звяр 2 (2023)
- Уонка (2023)
- Аквамен и изгубеното кралство (2023)
- Ловци на духове: Замръзналата империя (2024)
- Нито звук: Ден първи (2024)
- Бийтълджус Бийтълджус (2024)
- Апартамент 7А (2024)
- Венъм: Последният танц (2024)
- Блиц (2024)
- Злосторница (2024)
- Крейвън Ловеца (2024)
- Дефилето (2025)
- Мики 17 (2025)
- Фонтанът на младостта (2025)
- Мисията невъзможна: Възмездие (2025)
- The Running Man (2025)
- Wake Up Dead Man (2025)
- Супергърл: Жената на утрешния ден (2026)
- Clayface (2026)

Телевизионни сериали, заснети в студиото:
- Longitude (2000)
- Пениуърт (2019-2022)
- Avenue 5 (2020-2022)
- Пясъчният човек (2022)
- Домът на дракона (2022-настояще)
- Ти, сезон 4 (2023)
- Режимът (2024)
- Франчайзът (2024)
- Агенцията (2024)
- Еуфория, сезон 3 (2024)
- Хари Потър (2026-)

Комплексът също е използван за различни музикални видеоклипове и телевизионни реклами, най-вече подкрепа за видеоклипа на Джъмиръкуай Deeper Underground.

## Обиколка на студиото
Обиколка на студиото на Уорнър Брос в Лондон – Създаването на Хари Потър е постоянна изложба в Лийвсдън за филмите Хари Потър. Изложбата е отворена за посетители в началото на 2012 г. на тържественото откриване присъстват много от актьорите и членовете на екипа на поредицата филми Хари Потър.

### Създаване
Още през 2001 г., след успеха на първия филм, Уорнър Брос има планове за изграждане на атракция, посветена на поредицата, и така започва да съхранява елементи от филмите, когато вече не се използват. И накрая, през 2010 г., когато последният филм е към завършването си, компанията обявява, че ще закупи Лийвсдън Студиос и работата по изложбата започва.
Оформлението и цялостното представяне са проектирани от базираната в Бърбанк Thinkwell Group в тясно сътрудничество с Уорнър Брос, както и създателите на филмите, включително продуцентският дизайнер Стюарт Крейг, декораторът Стефани Макмилан, креативният дизайнер Ник Дъдман, строителният мениджър Пол Хейс и супервайзерът на специалните ефекти Джон Ричардсън. Включват се само декори, реквизити и костюми, които всъщност са създадени за производството на филмовата поредица за Хари Потър. Сетовете включват Голямата зала, кабинета на Дъмбълдор, улица Диагон-Али, Министерството на магията, Общата стая на Грифиндор и колибата на Хагрид, а също и модел на замъка Хогуортс в мащаб 1:24 (използван за външни снимки).